# Tina Mendelsohn

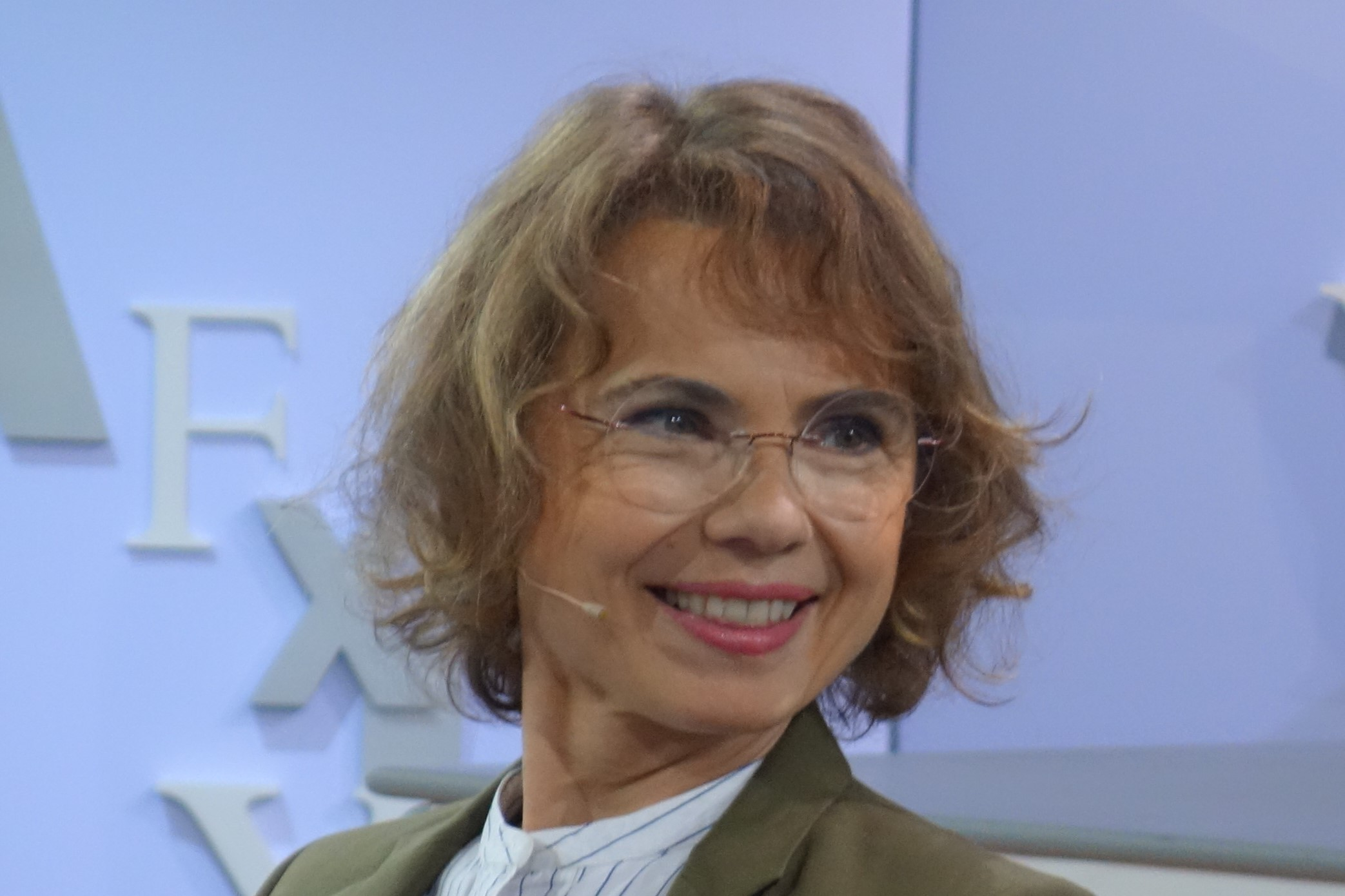
Tina Mendelsohn bei der Moderation des Blauen Sofas auf der Frankfurter Buchmesse 2016

Gertrud Bettina „Tina“ Mendelsohn (* 1964 als Gertrud Bettina Bausmann) ist eine deutsche Journalistin, Fernsehmoderatorin und Filmemacherin.

## Werdegang
Mendelsohn studierte Politik und Zeitgeschichte in Berlin und 1989–1994 an der Deutschen Journalistenschule. Für das Münchner Radio M1 war sie als Journalistin, Nachrichtensprecherin und Theaterkritikerin tätig.
Sie kam als Reporterin für ORB Klartext und den SFB Kulturreport zum Fernsehen. Seit 1997 produziert sie Dokumentationen, etwa 2003 Neues vom Reichstagsbrand mit Gerhard Brack. Sie ist als freie Mitarbeiterin für die BBC und Channel 4 tätig.
Bekannt wurde Tina Mendelsohn über 15 Jahre vor allem für ihre Moderation des 3sat-Magazins Kulturzeit, durch das sie von September 2001 bis Dezember 2016 führte.
2016 war sie im Mockumentary Operation Naked zu sehen.
Mendelsohn lebt seit 2000 in London. Sie ist mit dem Wissenschaftshistoriker Andrew Mendelsohn verheiratet und hat vier Kinder.

## Kontroverse
Im Jahr 2013 erwirkte die Moderatorin eine einstweilige Verfügung gegen den Journalisten Henryk M. Broder. Er hatte im Blog Die Achse des Guten unter anderem geschrieben, sie müsse „ihr Köpfchen zur Seite neigen, ‚damit der Verstand sich in einer Ecke konzentrieren‘“ könne. Das Oberlandesgericht Düsseldorf erkannte darin eine schwere Persönlichkeitsrechtsverletzung, lehnte aber eine Entschädigung in Geld, die Mendelsohn daraufhin verlangt hatte, ab, weil Broder eine Unterlassungserklärung abgegeben habe und keine Wiederholungsgefahr bestehe. Das Bundesverfassungsgericht bestätigte diese Rechtsprechung.